# Guerra romano-parta de 161–166
A Guerra romano-parta de 161–166, também chamada de Campanha parta de Lúcio Vero, foi uma guerra entre o Império Romano e o Império Parta sobre o controle do Reino da Armênia e a Alta Mesopotâmia. Ela terminou em 166 depois de vitoriosas campanhas romanas na Baixa Mesopotâmia e na Média, incluindo o saque de Ctesifonte, a capital parta.

## Contexto e envio de Lúcio Vero (161–162)
Em seu leito de morte, na primavera de 161, o imperador Antonino Pio não falava de nada além dos estados e dos reis estrangeiros que haviam lhe prejudicado. Um destes reis, Vologases IV, agiu no final do verão ou início do outono de 161, e invadiu o Reino da Armênia (um estado cliente romano), expulsou seu rei e instalou no lugar um candidato parta — Aurélio Pácoro, um arsácida como ele. Na época da invasão, o governador da Síria era Lúcio Atídio Corneliano, que permaneceu na posição mesmo depois do final de seu mandato, que ocorreu em 161, possivelmente para evitar dar aos partas a chance de atrapalhar sua sucessão. O governador da Capadócia, a província que ficava na linha de frente de todos os conflitos armênios, era Marco Sedácio Severiano, um gaulês com muita experiência militar. Mas a vida no oriente teve um efeito deteriorante sobre seu caráter.
Um aproveitador chamado Alexandre de Abonútico, um auto-proclamado profeta que levava uma cobra chamada Glycon à volta do pescoço, ganhou a confiança de Severiano e muitos outros em sua corte. Sogro do respeitado senador romano Públio Múmio Sisena Rutiliano, na época o procônsul da Ásia, Abonútico era amigo de muitos membros da elite romana oriental. Aproveitando-se disto, Alexandre convenceu Severiano de que ele poderia derrotar os partas facilmente, recebendo a glória toda para si. Severiano então liderou uma legião, provavelmente a IX Hispana, numa invasão à Armênia, mas foi cercado pelo grande general parta Osroes em Elegia, uma cidade próxima da fronteira capadócia. Severiano até tentou lutar, mas rapidamente percebeu a futilidade de sua campanha e se matou. Sua legião foi massacrada na sequência, depois de apenas três dias de campanha.
Havia a ameaça de guerra também em outras fronteiras—na Britânia e na Récia e Germânia Superior, onde os catos dos montes Tauno haviam cruzado a fronteira germânica. Marco Aurélio, que havia se tornado imperador com a morte de Antonino Pio em 7 de março de 161, estava despreparado. Pio parece não ter dado-lhe qualquer experiência militar; segundo seu biógrafo, ele teria passado todo o longo reinado de vinte e três anos de Pio ao lado do imperador e não nas províncias romanas, onde a maior parte dos futuros imperadores passavam o início de suas carreiras, Marco nomeou então diversos generais para ajudá-lo: Marco Estácio Prisco, o governador da Britânia, foi enviado para substituir Severiano na Capadócia e foi substituído por Sexto Calpúrnio Agrícola.
Más notícias chegaram a Roma quando se soube que o exército de Atídio Corneliano havia sido derrotado pelos partas e recuou de forma desorganizada. Reforços foram enviados para a fronteira parta. Públio Júlio Gemínio Marciano, um senador africano que comandava a X Gemina em Vindobona (moderna Viena), partiu para a Capadócia com vexilações de todas as legiões da fronteira do Danúbio. Três outras legiões foram também enviadas para o leste, a I Minervia, de Bona, na Germânia Superior, II Adiutrix, de Aquinco (moderna Budapeste) e V Macedonica, de Troesmis. As fronteiras nortes foram, por isso, estrategicamente enfraquecida e governadores da região foram instruídos a evitarem o conflito sempre que possível. Atídio Corneliano foi substituído por Marco Ânio Libo, um primo em primeiro grau de Marco Aurélio. Ele era jovem — seu primeiro consulado foi em 161 e ele provavelmente tinha pouco mais de trinta anos— e, como um mero patrício, não tinha experiência militar. Marcos o escolheu por sua confiabilidade e não por seu talento.

### Insegurança de Marco Aurélio
Marco Aurélio passou um feriado público de quatro dias em Álsio, uma cidade na costa da Etrúria, mas estava muito ansioso para relaxar. Escrevendo ao seu antigo tutor, Marco Cornélio Frontão, declarou que não falaria sobre seu feriado. Frontão respondeu ironicamente: "O que? Como se eu não soubesse que você foi para Álsio com a intenção de se dedicar aos jogos, brincadeiras e o completo descanso por quatro dias?". Ele encorajou Marco Aurélio a descansar relembrando o exemplo de seus antecessores (Pio era particularmente fã de exercícios na palestra, pescarias e comédias) chegando ao ponto de inventar uma fábula sobre a divisão dos dias entre manhã e tarde pelos deuses — Marco Aurélio aparentemente vinha passando a maior parte de suas noites dedicado a assuntos judiciários ao invés de descansar e não conseguiu aceitar o conselho de Frontão. "Pairam sobre mim deveres que dificilmente posso negligenciar" escreveu ele de volta. Marco se colocou na posição de Frontão para se culpar: "'Que bem meu conselho lhe fez' você dirá!". Ele descansou e descansava frequentemente, mas "esta devoção ao dever! Quem sabe melhor do que você o quanto eles exigem!".
Frontão enviou a Marco Aurélio uma seleção de materiais de leitura, incluindo "Pro lege Manilia", de Cícero, no qual o grande orador romano argumenta em favor de Pompeu tomar o comando supremo da Guerra Mitrídática. Era uma referência apropriada (a guerra de Pompeu o levou à Armênia) e pode ter tido algum impacto na decisão de Marco enviar Lúcio Vero para a fronteira oriental: "Você encontrará nele muitos capítulos adequados para suas preocupações atuais, sobre a escolha de comandantes militares, os interesses dos aliados, a proteção das províncias, a disciplina dos soldados, a qualificação dos comandantes de campo e em outros [...]" (O texto está interrompido neste ponto). Para tentar apaziguar a insegurança de Marco Aurélio sobre a guerra contra os partas, Frontão escreveu ao imperador uma longa e detalhada carta, cheia de referências históricas. As edições modernas das obras de Frontão chamam-na de "De bello Parthico" ("Sobre a Guerra Parta"). Já houve revezes no passado de Roma, conta Frontão, em Ália, Forcas Caudinas, Canas, Numância, Cirta e em Carras nos governos de Trajano, Adriano e Antonino Pio, mas, no fim, os romanos sempre prevaleceram sobre seus inimigos: "sempre e em todo lugar [Marte] transformou nossos problemas em sucessos e nossos terrores em triunfos".

## Viagem de Lúcio ao oriente (162–163?)
Durante o inverno de 161-2, conforme mais más notícias chegavam — uma revolta era iminente na Síria — Marco Aurélio decidiu enviar Lúcio Vero para dirigir pessoalmente a guerra contra os partas. Ele era mais forte e mais saudável que Marco e, segundo o argumento, mais adequado para as atividades militares. O biógrafo de Lúcio sugere motivos ulteriores: conter os deboches de Lúcio, torná-lo parcimonioso, reformar sua moral pelo terror da guerra e fazê-lo perceber que era um imperador romano. Seja como for, o Senado Romano concordou e Lúcio partiu deixando seu irmão e coimperador, Marco Aurélio, em Roma, pois a cidade "exigia a presença de um imperador".
Fúrio Vitorino, um dos dois prefeitos pretorianos, foi enviado com Lúcio, assim como um par de senadores, Marco Pôncio Leliano Lárcio Sabino e Marco Jálio Basso, e uma parte da Guarda Pretoriana. Vitorino já havia servido antes como procurador da Galácia, o que lhe deu alguma experiência nos assuntos orientais. Além disso, Vitorino era muito mais capacitado que seu par, Cornélio Repentino, que, dizia-se, devia seu cargo à influência da amante de Antonino Pio, Galéria Lisístrata. Repentino tinha o status senatorial, mas não tinha acesso aos círculos senatoriais e seu título era apenas decorativo. Como um prefeito sempre tinha que acompanhar a Guarda, Vitorino era a escolha óbvia.
Leliano havia sido governador da Panônia e governador da Síria em 153; tinha, por isto, conhecimento de primeira mão sobre o exército militar e das estratégias militares na fronteira oriental. Ele foi nomeado conde dos Augustos por seus serviços. Nas palavras de Frontão, Leliano era "um homem sério e um disciplinador à moda antiga". Basso havia sido governador da Mésia Inferior e também recebeu o título de conde. Lúcio selecionou seus libertos preferidos, incluindo Gêmino, Agáclito, Cedes, Ecletos e Nicômedes, que abandonou seu posto de prefeito dos veículos para ser vir de comissário da força expedicionária. A frota de Miseno foi encarregada de transportar o imperador, das comunicações em geral e da logística de suprimentos.
Lúcio partiu no verão de 162 embarcando num navio em Brundísio, com Marco Aurélio acompanhando-o até Cápua. Lúcio festejou nas casas de campo ao longo do caminho e caçou na Apúlia. Em Canosa, ficou duente, provavelmente por causa de um leve derrame, e ficou de cama. Marco Aurélio ofereceu orações pela sua saúde perante o Senado e foi correndo para o sul para estar com ele. Frontão ficou preocupado com as notícias, mas logo recebeu uma carta do próprio Lúcio contando sobre seu tratamento e recuperação. Em sua resposta, Frontão urgiu seu pupilo que moderasse seus desejos e recomendou alguns dias de repouso na cama. Lúcio ficou melhor depois de três dias de jejuns e sangrias.
Vero continuou então sua viagem, passando por Corinto e Atenas, sempre acompanhado por músicos e cantores, como se estivesse numa viagem real. Em Atenas, ficou na casa de Herodes Ático e aderiu aos mistérios eleusinianos. Durante um sacrifício, uma estrela cadente foi observada no céu, indo do oeste para o leste. Em seguida, a comitiva parou em Éfeso, se hospedando na propriedade de um aristocrata local chamado Védio Antonino e fez uma parada inesperada em Eritras, onde um poema na voz da sibila local alude à sua visita. A viagem continuou por barco, atravessando o mar Egeu e chegando à costa sul da Ásia Menor, onde passou alguns dias pelas estâncias da Panfília e Cilícia antes de chegar a Antioquia. Não se sabe quanto tempo a viagem de Vero levou, mas é possível que ele só tenha chegado ao seu destino depois de 162. Estácio Prisco, enquanto isto, deve ter conseguido chegar à Capadócia; ele ficaria famoso no ano seguinte por suas habilidades como general

## Antioquia (162?–165)
Lúcio Vero passou a maior parte da campanha em Antioquia, embora tenha passado um inverno em Laodiceia e um verão em Dafne, uma estância perto de Antioquia. Neste período, tomou para si uma amante chamada Panteia, de Esmirna. Seu biógrafo a chama de "namorada mal-nascida", mas é provável que ela fosse próxima da discrição de Luciano: "uma mulher de beleza perfeita, mais bela que qualquer estátua de Fídias ou Praxíteles"
. Polida, carinhosa e humilde, ela cantava perfeitamente e falava um claro grego jônico com um sotaque ático. Panteia leu o primeiro rascunho de Luciano e criticou-o pela adulação. Ele a comparou a uma deusa romana, o que a deixou apavorada — ela não queria se tornar a nova Cassiopeia. Mas ela tinha poder, convencendo Lúcio a tirar a barba típica dos antoninos, o que provocou gozações entre os sírios.
Críticos ao longo do tempo citaram o estilo de vida extravagante de Lúcio. Ele gostava de jogar, segundo eles, "jogando dados a noite inteira", e gostava da companhia de atores. Criou um serviço de comunicação especial entre Roma e onde que quer que estivesse para que conseguisse saber como seus times de corrida de bigas estavam se saindo. Ele trouxe também uma estátua do cavalo dos "Verdes", Volucer, consigo, como símbolo de sua torcida. Frontão defendeu seu pupilo contra algumas dessas acusações afirmando que o povo de Roma precisava do pão e circo de Lúcio para ser controlada.
Lúcio tinha que enfrentar uma dura tarefa. Frontão descreve o cenário em termos que lembram a chegada de Córbulo para sua guerra um século antes. O exército sírio havia se tornado fraco durante os longos anos de paz na região. Os legionários passavam mais tempo nos bares da cidade do que nos acampamentos. Com a chegada de Lúcio, o treinamento foi retomado com vigor. Pôncio Leliano ordenou que todo o estofo das celas fossem retirados e jogos e bebedeiras foram duramente controlados. Frontão escreveu que Lúcio estava junto da infantaria tanto quanto da cavalaria. Ele inspecionou pessoalmente os soldados no campo e no acampamento, incluindo os hospitais de campanha.
Ele escreveu para Frontão poucas mensagens no começo da guerra. Numa delas, desculpou-se por seu silêncio. Ele não entrava em detalhes sobre seus planos, que podiam mudar diariamente, segundo ele. Além disso, havia pouco até então para mostrar por seu trabalho: "...nada chegou a ser realizado que me faça querer convidá-lo para dividir minha alegria". Lúcio não queria que Frontão sofresse das crises de ansiedade que o mantinham acordado dia e noite. Uma das razões para a reticência parece ter sido o colapso das negociações depois da conquista romana da Armênia e o fato de Lúcio ter apresentado termos foi visto como covardia, mas os partas não queriam a paz.
No meio da guerra, provavelmente no outono de 163 ou no início de 164, Lúcio viajou até Éfeso para se casar com a filha de Marco Aurélio, Lucila. O décimo-terceiro aniversário de Lucila foi em março de 163 e, qualquer que seja a data do casamento, ela ainda não tinha quinze anos de idade. Marcos já tinha adiado a data, provavelmente por causa das histórias de Panteia. Lucila estava com sua mãe, Faustina, e Marco Vetuleno Cívica Bárbaro, meio-irmão de Antonino Pio. É possível que Marco Aurélio tenha planejado acompanhá-los até Esmirna (o biógrafo conta que ele teria dito ao Senado que o faria), mas isso não aconteceu, e ele chegou apenas até Brundísio, onde o grupo embarcou num navio para o oriente. O imperador voltou para Roma em seguida e enviou orientações específicas para seus procônsules para que não dessem ao grupo nenhum tipo de recepção oficial. Lucila daria três filhos a Lúcio nos anos seguintes e passou a ser chamada de "augusta".

## Contra-ataque e vitória (163–166)
A I Minervia e a V Macedonica, lideradas pelos legados Marco Cláudio Frontão e Públio Márcio Vero, serviram sob o comando Marco Estácio Prisco na Armênia, vencendo a campanha de 163, incluindo a captura da capital armênia, Artaxata. No final do ano, Vero tomou para si o título de "Armeníaco" (em latim: Armeniacus, apesar de nunca ter estado em combate; Marco Aurélio recusou-se a aceitar o título até o ano seguinte. Quando Lúcio foi aclamado imperator novamente, porém, Marco Aurélio não hesitou e tomar o título de imperator II. O exército da Síria foi reforçado pela II Adiutrix e pelas legiões do Danúbio comandadas pelo legado da X Gemina, Gemínio Muciano.
A Armênia sob ocupação foi reconstruída sob os termos ditados pelos romanos. Em 164, uma nova capital, Caine Pólis (Kaine Polis, "Nova Cidade"), substituiu Artaxata. Na opinião de Birley, a cidade ficava cinquenta quilômetros mais perto da fronteira romana. Destacamentos das legiões da Capadócia ficaram em Valarsapate (na Armênia), no sopé da face sul do Monte Ararate, a 400 quilômetros de Satala. Tratava-se de uma marcha de vinte dias ou mais, atravessando terrenos montanhosos, a partir da fronteira romana; um "incrível exemplo de imperialismo" nas palavras de Fergus Millar. Um novo rei foi instalado: um senador romano de estatuto consular e descendência orôntida-arsácida, Caio Júlio Soemo. É possível que  não tenha sido coroado na Armênia e sim numa cerimônia em Antioquia ou mesmo em Éfeso. Soemo foi aclamado nas moedas imperiais de 164 com a legenda "o rei dado aos armênios (Rex armeniis Datus): Vero sendo num trono com um cajado enquanto Soemo estava de pé ao seu lado, saudando o imperador.

Mapa da Armênia e redondezas por volta de 150

Em 163, enquanto Estácio Prisco estava ocupado na Armênia, os partas invadiram Osroena, um estado cliente romano na Alta Mesopotâmia, a leste da Síria, e com capital em Edessa. O monarca local, Mano (em latim: Mannus) foi deposto, e substituído por um nomeado parta que ficaria no trono até 165. Em retaliação, as forças romanas desceram o curso do Eufrates para cruzá-lo no ponto mais meridional. Com base no relato de Luciano, os partas ainda defendiam a margem sul, romana, do Eufrates (dentro da Síria) até 163 (ele faz referência a uma batalha em Sura, que fica na margem sul do rio. Antes do final do ano, porém, os romanos haviam se movimentado para o norte para ocupar Dausara e Nicefório, na margem norte, parta. Logo depois da conquista da margem norte do Eufrates, outras forças romanas invadiram Osroena a partir da Armênia, tomando Antemúsia, uma cidade a sudoeste de Edessa. Houve pouca ação em 164 e a maior parte do ano foi investida nos preparativos para um novo assalto ao território parta.
Em 165, forças romanas, provavelmente lideradas por Márcio Vero e  a V Macedonica, invadiram a Mesopotâmia. Edessa foi reocupada e Mano, reinstalado no trono osroeno. Suas moedas também voltaram a ser reemitidas: Manu, o rei (em siríaco:  M'NW MLK') ou antoninos de um lado e rei "Rei Manos, amigo dos romanos" (em grego clássico: Basileus Mannos Philorōmaios) do outro. Os partas recuaram para Nísibis, mas esta cidade também foi cercada e tomada. Os partas se dispersaram no Tigre e seu general, Osroes, atravessou-o a nado e se escondeu numa caverna. Uma segunda força, liderada por Avídio Cássio e a III Gallica, desceu pelo Eufrates e lutou uma grande batalha em Dura Europo.
No final de 165, o exército de Cássio alcançou as metrópoles gêmeas da Mesopotâmia: Selêucia, na margem direita do Tigre, e Ctesifonte, na esquerda. Esta foi tomada e seu palácio real foi incendiado. Os habitantes de Selêucia, ainda majoritariamente gregos (a cidade foi construída para ser a capital do finado Império Selêucida, um dos reinos sucessores de Alexandre, o Grande), abriram os portões aos invasores. Mesmo assim, foi saqueada, o que manchou profundamente a reputação de Lúcio Vero, que buscou desculpas (ou as inventou): a versão oficial (promulgada, segundo a História Augusta, por Asínio Quadrado) conta que os selêucidas traíram a boa-fé primeiro. Seja como for, o saque marcou um capítulo particularmente destrutivo no longo declínio de Selêucia. Durante o saque, as tropas romanas roubaram a estátua de Apolo Comeu (em latim: Apollo Comaeus) de seu templo e a levaram para Roma, onde ela foi instalada no Templo de Apolo Palatino. Esta blasfêmia pode ser o que e estava na mente de Marco quando ele convocou um lectistérnio, um grande banquete oferecido aos deuses, no começo das Guerras Marcomanas(c. 167) para repelir os males que na época assolavam o estado romano.
O exército de Cássio, mesmo sofrendo com a falta de suprimentos e com os efeitos da peste, contraída em Selêucia, conseguiu voltar em segurança para o território romano. Júnio Máximo, um jovem tribuno laticlávio que servia na III Gallica, levou as notícias da vitória a Roma. Ele recebeu um generoso presente em dinheiro (em latim: dona) por trazer as boas novas e foi imediatamente promovido a questor. Lúcio tomou o título de Pártico Máximo e tanto ele quanto Marco Aurélio foram novamente aclamados imperatores (Imp III). O exército de Cássio voltou a campo em 166, atravessando o Tigre e invadindo a Média, o que valeu a Lúcio o título de Médico e uma quarta aclamação imperial (IMP IV). Desta vez, Marco Aurélio também tomou o título de Pártico Máximo.

## Final da guerra (167)
A maior parte dos créditos pelo sucesso da guerra deve ser atribuído aos generais subordinados dos imperadores. As forças que invadiram Osroena foram lideradas por Marco Cláudio Frontão, um nativo da Ásia de ascendência grega que liderava a I Minervia na Armênia sob Prisco. Ele foi provavelmente o primeiro senador da família. Frontão foi cônsul em 165, provavelmente como homenagem por ter capturado Edessa, o que o obrigou a voltar para a Itália. O governador da Síria, Cneu Júlio Vero, também foi com ele. Públio Márcio Vero liderou a V Macedonica e também serviu sob Prisco. Ele era um ocidental, provavelmente nativo de Tolosa (moderna Toulouse), na Gália Narbonense. O general mais importante, contudo, foi Avídio Cássio, comandante da III Gallica, uma das legiões sírias. Ele era um jovem senador, filho de Caio Avídio Heliodoro, um importante orador e prefeito augustal do Egito entre 137 e 142, na época de Adriano, com sua esposa Júnia Cássia Alexandria. Cássio também, sem falsa modéstia, alegou descender dos reis selêucidas e dos júlio-claudianos através de sua mãe, Júnia Cássia, que era descendente de Júlia, a única filha de Augusto. Cássio e Márcio Vero, com pouco mais de 30 anos de idade, foram cônsules em 166 e, depois disso, foram nomeados governadores: Cássio da Síria e Márcio Vero, da Capadócia.
Ao retornar da campanha, Lúcio recebeu um triunfo, mas, neste caso, foi pouco usual, pois o evento incluía dois imperadores, seus filhos e filhas não casadas, como se fosse uma celebração familiar. Os dois filhos de Marco Aurélio, Cômodo, aos cinco, e Marco Ânio Vero, aos três, foram elevados ao status de césar na ocasião.
Ainda existe uma base de uma estátua em Sárdis que comemora a vitória de Lúcio (é provável que ele tenha visitado a cidade em sua viagem de retorno a Roma). O rico sofista Flávio Damiano também abrigou o imperador e seu exército nesta viagem;
Nísibis, no alto Eufrates, permaneceu sob controle romano por diversas décadas depois do fim da guerra. Em meados do século III, quando a cidade passou a ser frequentemente disputada e capturada nas contínuas guerras romano-persas, ela passou cada vez mais a se parecer com uma cidade militar.